# Blockton
Blockton est une ville du comté de Taylor, en Iowa, aux États-Unis. Elle est incorporée le 28 mars 1890. 

## Source de la traduction
- (en) Cet article est partiellement ou en totalité issu de l’article de Wikipédia en anglais intitulé « Blockton, Iowa » (voir la liste des auteurs).